# لیگ برتر فوتبال زنان دانمارک
لیگ برتر فوتبال زنان دانمارک یا اِلیته‌دیویشونِن (به دانمارکی: Elitedivisionen) (که به دلیل اسپانسر مالی این لیگ با نام لیگ زنان ینسیدیه نیز خوانده می‌شود) (به دانمارکی: Gjensidige Kvindeligaen) بالاترین سطح مسابقات فوتبال باشگاهی زنان در کشور دانمارک است. نخستین مسابقات قهرمانی کشوری در سال ۱۹۷۳ برگزار شد. مسابقاتی که در حال حاضر با نام اِلیته‌دیویشونِن خوانده می‌شود در سال ۱۹۹۴ بنیان گذاشته شده‌است.
دانمارک یکی از هشت کشوری است که به عنوان برترین‌ها در فوتبال زنان توسط یوفا شناخته شده‌است. دو تیم برتر هر فصل این لیگ به رقابتهای لیگ قهرمانان اروپای زنان صعود می‌کنند. از سال ۲۰۰۲ تا سال ۲۰۲۱ تنها دو تیم زنان فوتبال باشگاه پرونپی و فورتونا هجرینگ موفق به کسب عنوان قهرمانی در این لیگ شده‌اند.